# Sylvacaecilia grandisonae
Sylvacaecilia grandisonae é um anfíbio gimnofiono da família Caeciliidae endémica da Etiópia. É a única espécie do género Sylvacaecilia.